# Evenementenbrug ArenA
De Evenementenbrug ArenA is een bouwkundig kunstwerk in Amsterdam-Zuidoost. Andere aanduidingen zijn Voetgangersbrug naar stadion, Luchtbrug Amsterdam ArenA en kooibrug.
Stadsdeel Amsterdam Zuidoost en het Grondbedrijf Amsterdam bestelden rond 1996 een voetbrug die de verbinding kon maken tussen de Johan Cruijff ArenA (destijds nog Amsterdam ArenA geheten) en een speciaal perron (evenementenhalte) van Station Amsterdam Bijlmer. De brug werd gebruikt voor aan- en afvoer van fans van bezoekende voetbalclubs, die zo direct hun supportersvak konden bereiken en verlaten. Zo konden De loper en achterliggend winkelcentrum vrijgehouden worden van supportersongeregeldheden. Ook werd de brug gebruikt bij popconcerten. De brug werd ontworpen door Verburg Hoogendijk Architecten uit Amsterdam. 
Ter plaatse waren nauwelijks steunpunten te maken. Ze kreeg er daarom slechts drie. De constructie bestaat uit een aaneenschakeling van circa 800 trek- en drukstangen die een halve tunnelbuis bijeen houden met eenentwintig ovalen ringspanten met onderlinge afstand van 2,5 meter. Volgens de opdracht moest de “tunnelbuis” een open karakter hebben, maar tegelijkertijd de supporters wel uit het zicht te houden. Dit werd opgelost door boven de halve buis een kunststof doek te plaatsen op de ovale ribben. De brug van circa zestig meter lengte werd in de zomer van 1997 middels hijskranen op haar plaats gehangen. 
Bijzonder aan de brug is dat er halverwege nog een noodingang en -uitgang is bevestigd voor nooddiensten. De brug kleurt ook in 2021 op luchtfoto’s fel op ten opzichte van het stadion.   
De voetbrug werd winnaar van de Nationale Staalprijs van 1998 met de opmerking “Elegant kunstwerk waarin de mogelijkheden van staal optimaal zijn benut".
Niet veel later begon Pro Rail met de bouw van het derde Station Bijlmer dat een stuk zuidelijker ligt en dat in 2007 officieel geopend werd. Of de evenementenbrug daarna nog gebruikt wordt, is onbekend.

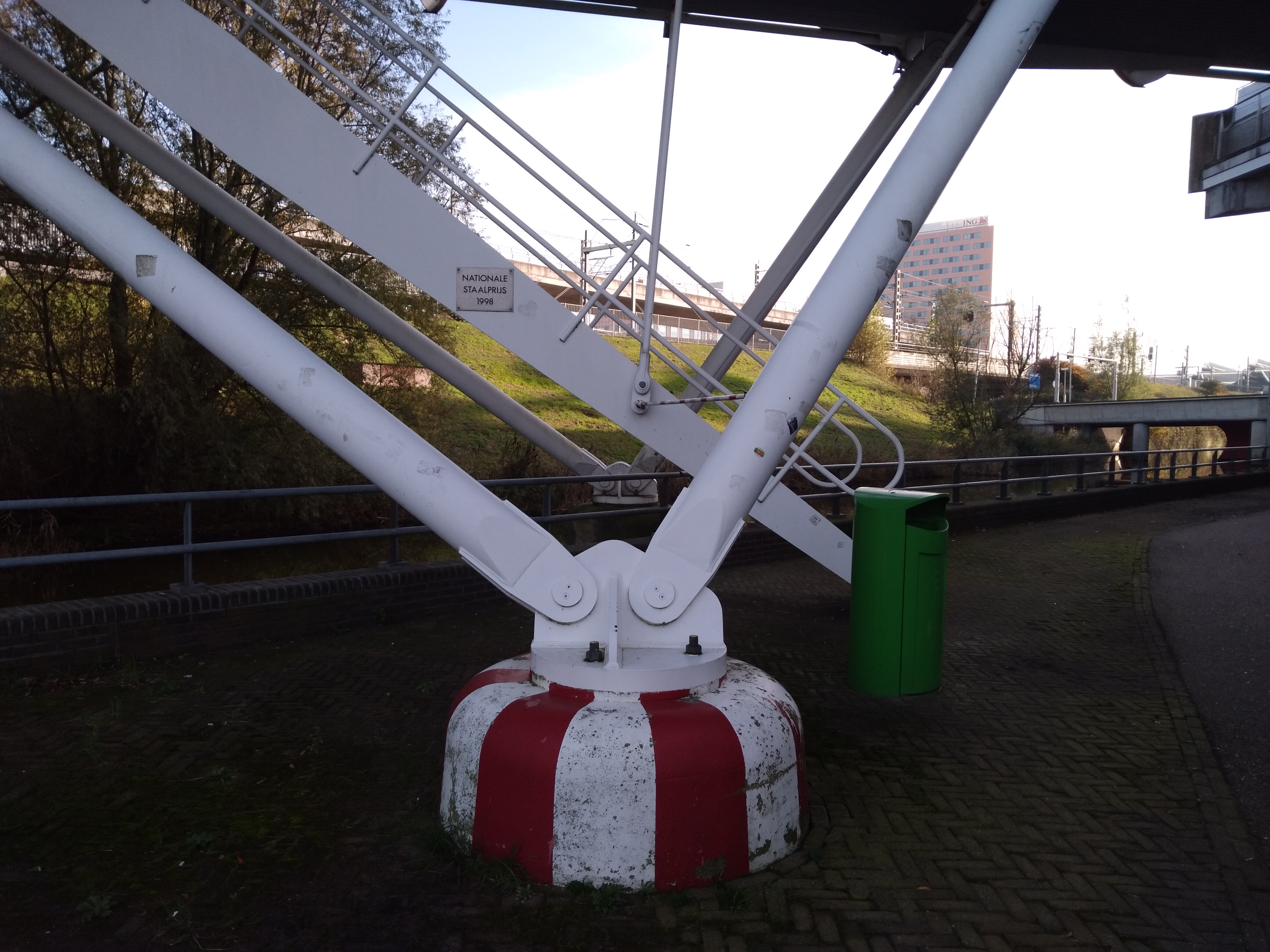
Steunpunt met daarachter de noodingang met vermelding Staalprijs (november 2020)